# Lexington Bridge
Lexington Bridge是一個活躍在2006年至2009年的男子團體。該團體由來自美國的Rob Uncles、來自英國的Nye Oakley、Dax O'Callaghan、Jerome Simeon和來自荷蘭的Ephraim Beks組成。2010年5月，該團體宣布解散。

## 音樂作品

### 專輯
- 《The Vibe》（2007）
- 《bd.》（2010）

### 單曲
- 《Kick Back》（2007）
- 《Real Man》feat. 史努比狗狗（2007）
- 《Everything I Am》（2007）
- 《Go On and Go》（2008）
- 《Dance With Me》（2008）

## 外部連結
- 官方MySpace （页面存档备份，存于）